# Indisk prinia
Indisk prinia (Prinia buchanani) är en fågel i familjen cistikolor inom ordningen tättingar. Som namnet avslöjar förekommer den i Indien, men även i Pakistan. IUCN kategoriserar den som livskraftig.

## Utseende och läten
Indisk prinia är en liten (12 cm) och rätt färglös prinia med en lång, kilformad stjärt. Karakteristiskt är den rostbruna hjässan och de breda vita spetsarna på stjärten som syns mycket tydligt i flykten. Färgen på hjässan kan dock vara svår att se i sliten dräkt. På ungfågeln är ovansidan ljust rostbrun. Lätet är en distinkt, bubblande drill.

## Utbredning och systematik
Indisk prinia förekommer i törnbuskmark i Indien och Pakistan (Indusfloden). Den behandlas som monotypisk, det vill säga att den inte delas in i några underarter.

### Familjetillhörighet
Cistikolorna behandlades tidigare som en del av den stora familjen sångare (Sylviidae). Genetiska studier har dock visat att sångarna inte är varandras närmaste släktingar. Istället är de en del av en klad som även omfattar timalior, lärkor, bulbyler, stjärtmesar och svalor. Idag delas därför Sylviidae upp i ett antal familjer, däribland Cisticolidae.

## Levnadssätt
Indisk prinia hittas i buskmarker i halvöken. Födan består av små ryggradslösa djur, huvudsakligen insekter och deras larver, som den plockar från löv eller marken. Den ses oftast i grupper om fem till sex individer. Fågeln häckar under regnperioden från slutet av juni till september, i väst tidigare.

## Status och hot
Arten har ett stort utbredningsområde och en stor population med stabil utveckling och tros inte vara utsatt för något substantiellt hot. Utifrån dessa kriterier kategoriserar internationella naturvårdsunionen IUCN arten som livskraftig (LC). Världspopulationen har inte uppskattats men den beskrivs som vanlig i större delen av utbredningsområdet.

## Namn
Fågelns vetenskapliga artnamn hedrar Francis Buchanan, senare känd som Francis Hamilton, Francis Hamilton Buchanan eller Francis Buchanan-Hamilton (1762-1829), en skotsk läkare i East India Company 1794-1815, men även geograf, zoolog, botaniker, upptäcktsresande och samlare av specimen i Nepal och Indien. Prinia kommer av Prinya, det javanesiska namnet för bandvingad prinia (Prinia familiaris).